# Richard Lawson
Rickey Lee Lawson (ur. 7 marca 1947 w Loma Linda, w stanie Kalifornia) – amerykański aktor i producent telewizyjny i filmowy.

## Życiorys

### Kariera
Jego pierwszą rolą filmową (niewymienioną w czołówce) była postać geja w filmie sensacyjnym Dona Siegela Brudny Harry (Dirty Harry, 1971) z Clintem Eastwoodem. Inne jego znane role obejmują komedię romantyczną Howarda Zieffa Wielkie starcie (Main Event, 1979) z Barbrą Streisand i Ryanem O’Nealem, a także dramat Ulice w ogniu (Streets of Fire, 1984), gdzie zagrał oficera Eda Price’a. W operze mydlanej ABC Dynastia (Dynasty, 1986–87) wystąpił jako Nick Kimball. Jako współproducent filmu krótkometrażowego Tylko seks (Sex and Sensuality, 2007) wraz z ekipą filmową otrzymał nagrodę Genre na New York International Independent Film & Video Festival.

### Życie prywatne
31 grudnia 1978 ożenił się z Denise Gordy, z którą ma córkę Biancę Lawson (ur. 20 marca 1979 w Los Angeles). Jednak w roku 1989 doszło do rozwodu.
W marcu 1992 roku, przeżył katastrofę USAir Flight 405, po starciu z lotniska LaGuardia w Queens w Nowym Jorku.
12 lipca 2015 poślubił projektantkę mody pochodzenia kreolskiego Tinę Knowles, matkę Beyoncé i Solange.

## Filmografia

### Filmy kinowe
- 1971: Brudny Harry (Dirty Harry) jako homoseksualista
- 1978: Powrót do domu (Coming Home) jako Pat
- 1979: Wielkie starcie  (The Main Event) jako Hector Mantilla
- 1982: Duch (Poltergeist) jako Ryan
- 1984: Ulice w ogniu (Streets of Fire) jako oficer Ed Cena
- 1985: Stick jako Cornell
- 1997: Fakty i akty (Wag the Dog) jako agent CIA
- 1998: Jak Stella zdobyła miłość (How Stella Got Her Groove Back) jako Jack
- 2005: Zgadnij kto (Guess Who) jako Marcus

### Seriale TV
- 1973: Kojak jako pierwszy świadek
- 1975: Ulice San Francisco (The Streets of San Francisco) jako Eddie Hill
- 1977: All in the Family jako wściekły czarny mężczyzna
- 1983: Hardcastle i McCormick (Hardcastle and McCormick) jako Kid Calico
- 1984: Magnum (Magnum, P.I.) jako Gerald Calvin
- 1985: Remington Steele jako Monroe Henderson
- 1986–87: Dynastia (Dynasty) jako Nick Kimball
- 1989: Jeden plus dziesięć (1st and Ten)
- 1989–91: MacGyver jako Jesse Colton
- 1991: Detektyw w sutannie (Father Dowling Mysteries) jako Brad Whitfield
- 1991: The Cosby Show jako pan Bostic
- 1992–94: Wszystkie moje dzieci (All My Children) jako Lucas Barnes
- 1993: Byle do dzwonka: Nowa klasa (Saved by the Bell: The New Class) jako sędzia Thurston Jones
- 1995: Gdzie diabeł mówi dobranoc (Picket Fences) jako Dale „Niebo” Betts
- 1997: Zwariowana rodzinka (Moesha) jako Marlon James
- 1998: Lekarze z Los Angeles (L.A. Doctors) jako Gary Miller
- 1999: Jak dwie krople czekolady (Sister, Sister) jako Victor Sims
- 1999: Potyczki Amy (Judging Amy) jako Thomas Horne
- 2000: Sprawy rodzinne (Family Law) jako Chuck
- 2001: JAG jako sierż. Dan Craig
- 2001: Dotyk anioła (Touched by an Angel) jako Nicholas Freeman
- 2002: Bez pardonu (The District) jako komandor Richard Szary
- 2003: Pół na pół (Half & Half) jako Ben
- 2004: Babski oddział (The Division) jako LaBon
- 2004: Trup jak ja (Dead Like Me) jako William Garrett
- 2005: Pentagon: Sektor E (E-Ring)
- 2008: Wzór (Numb3rs) jako Clay Porter Sr.
- 2011: Źli chłopcy (Angry Boys) jako Shwayne Senior